# مدل سیستم‌های خانواده درونی
مدل موسوم به سیستم‌های خانواده درونی (به انگلیسی Internal Family Systems یا به اختصار IFS) یک رویکرد ترکیبی در روان‌درمانی فردی است که توسط دکتر ریچارد شوارتز در دهه ۱۹۸۰ ساخته شده‌است. این رویکرد، تفکر سیستمی را با این نگاه که می‌گوید ذهن از زیرشخصیت‌های نسبتاً گسسته و مجزا تشکیل شده که هر کدام ویژگی‌ها و نقطه نظرات یکتایی دارند، تشکیل میشود . مدل IFS از نظریه سیستمهای خانواده استفاده می‌کند تا بفهمد که چگونه این مجموعه از زیر شخصیت‌ها سازماندهی شده‌اند.

## بخش‌های روان انسان
طبق مدل IFS ذهن از چند بخش تشکیل شده‌است و جوهره و هسته اصلی یا «خود» واقعی یک فرد (که در این مدل The Self نامیده می‌شود) در زیر این بخش‌ها قرار دارد. همانند اعضای یک خانواده، اجزای درونی روان یک فرد هم می‌توانند نقش‌های افراطی یا زیرشخصیت‌های مجزا را بازی کنند. هر کدام از این بخش‌ها، چشم‌انداز، علائق، خاطرات و دیدگاه خاص خود را دارد.
یک اصل اساسی IFS این است که هر بخش یک قصد و نیت مثبت دارد، حتی اگر اعمال و رفتارهای آن ناکارآمد و غیرسازنده باشد و/یا باعث اختلال شود. طبق این مدل، نیازی نیست با این بخش‌ها بجنگیم، آنها را به زور وادار به انجام کاری کنیم که نمی‌خواهند یا حتی آنها را از بین ببریم. روش IFS ارتباط داخلی و هارمونی و هماهنگی را ایجاد می‌کند تا ذهن تعادل خود را بازیابد.
هدف روش  IFS درمانی، درمان بخش‌های آسیب دیده و زخم خورده و بازگرداندن تعادل روانی است. اولین قدم این است که به «خود اصلی» دسترسی پیدا کنیم و سپس بخش‌های مختلف دیگر روان را با هدف درمان آنها بهتر بشناسیم.
در مدل IFS، بخش‌ها به سه قسمت کلی تقسیم می‌شوند:
1. اگزایل یا بخش‌های تبعیده شده، اشاره دارند به تروما و آسیب‌های روانی که اغلب در کودکی به وجود آمده‌اند. این بخش‌ها، حامل رنج و ترس هستند. بخش‌های تبعید شده ممکن است از بخش‌های دیگر سیستم روان انسان جدا شده و در نتیجه سیستم را نامتوازن و قطبی کنند.

دو بخش دیگر، موسوم به مدیرها  و آتش نشانان کوشش می‌کنند با جلوگیری از آمدن احساس رنج بخش‌های تبعید شده به صحنه آگاه ذهن، از خودآگاه فرد محافظت کنند.
1. بخش‌های مدیر، نقش پیشگیرانه و محافظتی را بر عهده می‌گیرند. آنها بر نحوه تعامل فرد با دنیای خارج اثر می‌گذارند و به این ترتیب از فرد در برابر آسیب محافظت می‌کنند و همچنین مانع از آن می‌شوند که تجربیات تروماتیک یا رنج آور صحنه آگاه ذهن را پر کنند.

1. بخش‌های آتش‌نشان زمانی ظاهر می‌شوند که بخش‌های تبعید شده، از تبعیدگاه‌شان (یعنی ناخوداگاه ذهن) خارج می‌شوند و توجه می‌خواهند. هدف یک بخش آتش‌نشان دور کردن توجه از شرم و آسیب یک بخش تبعیدی است که منجر به رفتارهای تکانشی یا نامناسب مانند پرخوری، مصرف مواد مخدر یا خشونت می‌شود. همچنین این بخش‌ها تلاش می‌کنند با تمرکز بیش از حد روی فعالیت‌های نامحسوس‌تر مانند کار بیش از حد یا مصرف بیش از حد دارو، حواس فرد را از رنج و درد دور کنند.

## خود
IFS در زیر این بخش‌ها، انسان را به عنوان یک کل می‌بیند. طبق مدل IFS، همه انسانها دارای یک خود واقعی یا یک مرکز معنوی به نام «خود» (که یک اسم خاص است) هستند و همه به این «خود» و همچنین ویژگی‌های درمان کننده آن دسترسی دارند: کنجکاوی، اتصال، شفقت و آرامش.
درمانگران IFS ابتدا به مشتریان کمک می‌کنند تا از بخش‌های خود فاصله بگیرند و با خود واقعی خود ارتباط برقرار کنند. از آنجا، آنها می‌توانند هر بخش خود را درک کنند و آن را درمان کنند. هدف این است که این بخش‌ها، نقش‌های افراطی و غیر سازنده خود را رها کنند و وارد یک همکاری هماهنگ و متوازن، با رهبری خود واقعی شوند.
IFS با فراهم آوردن رشد برای توسعه معنوی و خودآگاهی و همچنین درمان روان‌شناختی بر ماهیت معنوی «خود» تأکید می‌کند.

## سیستم داخلی روان انسان
IFS بر روابط بین بخش‌ها و خود اصلی تمرکز می‌کند. هدف از درمان در IFS، ایجاد رابطه ای مبتنی بر اعتماد و همکاری بین هر بخش و خود واقعی است.
سه نوع رابطه اصلی بین بخش‌ها وجود دارد: حفاظت، قطبیدگی و اتحاد.
1. حفاظت توسط مدیران و آتش نشانان انجام می‌شود. آنها قصد دارند تبعیدی‌ها را از آسیب در امان نگاه دارند و از فرد در برابر درد تبعید محافظت کنند.
2. قطبیدگی بین دو بخش وقتی اتفاق می‌افتد که آنها بر سر اینکه چگونه فرد در یک موقعیت مشخص، احساس یا رفتار کند، با هم می‌جنگند. هر بخش معتقد است برای مقابله با رفتار افراطی بخش مقابل، باید به شیوه خودش عمل کند. IFS روشی برای کار کردن با این بخش‌های قطبی شده دارد.
3. اتحاد بین دو بخش مختلف وقتی شکل می‌گیرد که آنها برای محقق کردن یک هدف یکسان با همدیگر همکاری کنند.

## روش IFS
متخصصان IFS یک روش درمانی کاملاً مشخص  برای درمان فردی براساس اصول زیر ارائه می‌کنند. 
در این دستورالعمل، اصطلاح «محافظ» یا به یک بخش اداره کننده (Manager) یا آتش‌نشان (Firefighter) گفته می‌شود.
- بخشهای روان انسان وقتی در حال ایفای نقش‌های "افراطی" هستند «بار» هایی را با خود حمل می‌کنند که عبارتند از احساسات دردناک یا باورهای منفی. این بارها نتیجه تجربیات آسیب‌زای گذشته و اغلب دوران کودکی هستند. این بارها جز ذاتی این بخش‌ها نیستند بنابراین می‌توانند از طریق درمان با روش IFS آزاد شوند یا به اصطلاح، این بخش‌ها می‌توانند این بارها را زمین بگذارند و نقش سالم و طبیعی خودشان را ایفا کنند. .
- «خود»(self) عامل درمان روانشناختی است. درمانگران به مراجعین خود کمک می‌کنند تا به این «خود» دسترسی پیدا کنند و در آن باقی بمانند تا راهنمای آنها در مسیر درمان باشد.
- محافظها معمولاً تا زمانی که بخش تبعیده شده‌ای که دارند از آن محافظت می‌کنند، از بارهای که دارد حمل می‌کند رها نشود، از نقش حفاظتی خود دست نمی‌کشند و متحول نمی‌شوند.
- تا زمانی که فرد از محافظ هایی (که از بخش تبعید شده محافظت می‌کنند) اجازه دسترسی به آن بخش را نگیرند، هیچ تلاشی برای کار با آن موثر نخواهد بود. این کار، این روش را حتی هنگام کار با بخش‌های تروما دیده، تبدیل به یک روش امن می‌کند.
- «خود» رهبر طبیعی سیستم درونی روان انسان است. با این حال، به دلیل رخدادها یا روابط آسیب زای گذشته، بخش‌های محافظ وارد عمل شده و اداره اوضاع را از «خود» می‌گیرند. محافظ‌ها یکی پس از دیگری فعال می‌شوند، رهبری را به دست می‌گیرند و این منجر به رفتار ناکارآمد می‌شود. محافظ‌ها غالباً با همدیگر  درگیری و اصطکاک پیدا می‌کنند. این موضوع، منجر به آشوب یا رکود درونی می‌شوند. در IFS هدف این است که بخش‌های محافظ  به «خود» اعتماد کنند و به آن اجازه دهند که سیستم را هدایت و رهبری کند تا تحت راهنمایی آن، هارمونی و هماهنگی درونی ایجاد شود.

اولین قدم کمک به مراجع این است که به «خود واقعی» دسترسی پیدا کند. در مرحله بعد، «خود» با محافظ(ها) و نیت مثبت آن آشنا میشود و با آن یک رابطه مبتنی بر اعتماد را توسعه میدهد. سپس، با دریافت اجازه از محافظ، فرد به بخش (های) تبعید شده دسترسی پیدا می‌کند تا رخداد یا رابطه کودکی را که منبع بار یا بارهایی که دارد حمل می‌کند، کشف کند. بخش تبعید شده، از وضعیت گذشته بازیابی می‌شود و راهنمایی می‌شود تا بارهای خود را آزاد کند. سرانجام، محافظ می‌تواند نقش محافظتی خود را کنار بگذارد و یک نقش سالم را بر عهده بگیرد.

## کاربردها
طرفداران IFS ادعا می‌کنند که این متد، یک شکل «کامل» از درمان فردی دارند و برای طیف کاملی موضوعات مربوط به توسعه انسان، از درمان تروما گرفته تا رشد شخصی و معنوی استفاده می‌شود. همچنین این متد، در حوزه‌های مشخص زیر مورد استفاده قرار گرفته‌است:

### تروما
IFS توسط مطالعات متعددی پشتیبانی شده‌است تا یک درمان مؤثر برای درمان تروما باشد. ریچارد شوارتز در حالی که با افرادی که ضربه قابل توجهی را تجربه کرده بودند کار می‌کرد مدل IFS را ایجاد کرد. فرد آسیب دیده با درک تبعید آسیب دیده، می‌آموزد که چگونه در Self زندگی کند و حافظه آسیب دیده را بدون اینکه تحت تأثیر آن قرار گیرد، مشاهده کند. به این ترتیب آسیب دیدگی مجدداً بررسی، پردازش و بهبود می‌یابد بدون اینکه خطر جدی مجدد ایجاد شود.

### زوج درمانی
طرفداران IFS ادعا می‌کنند که این روش را با موفقیت برای زوج درمانی یا رواندرمانی ویژه زوج‌ها به کار برده‌اند. به این منظور آنها به بررسی تعاملات بین بخس‌های مختلف هر یک از این دو نفر و اینکه چگونه یک بخش از هر کدام می‌تواند بخش‌های افراطی را در دیگری فعال کند می‌پردازند. این روش شامل قسمتهای کوتاه درمان اتفرادی در یک جلسه زوجین است همراه با کار روی تعامل به وسیله «خود واقعی».

### خودیاری و مشاوره همتایان
چون طبق IFS، «خود اصلی» که در هر انسانی وجود دارد، عامل تحول او محسوب می‌شود، روش IFS به‌طور طبیعی تبدیل به ابزاری برای خودیاری می‌شود. این روش در کلاسهای خود درمانی (self 
Therapy ) همچنین در گروه‌های مشاوره همتایان برای عموم مردم آموزش داده شده‌است.

### منتقد درونی
جی ارلی و بانی ویس از IFS برای کار روی منتقد درونی استفاده کرده‌اند. آنها برای این کار نشان می‌دهند که در واقع طبق مدل IFS، این بخش سخت، یک بخش محافظ است در نتیجه می‌توان با آن ارتباط برقرار کرد و آن را متحول کرد.

## انتقادات
برخی از طرفداران IFS اذعان می‌کنند که اگرچه این مدل روان درمانی می‌تواند مؤثر باشد، اما اشکالات و محدودیت‌هایی هم دارد. الکساندر هسیه، درمانگر، خاطرنشان می‌کند که یک روش کشف خود ممکن است نیاز به صرف تلاش و زمان بسیاری داشته باشد. به علاوه این زمان و تلاش، هنگام سر و کار داشتن با چند عضو یک خانواده، چند برابر می‌شود. شارون ا. دیکون و جاناتان سی. دیویس درمانگر می‌گویند که کار با بخش‌های یک شخص، ممکن است برای فرد همراه با تحریک احساسی و اضطراب باشد و همچنین ممکن است برای بیماران شیزوفرنیک، پارانویید یا متوهم کارگر نباشد چون این افراد رابطه مستحکمی با واقعیت ندارند در نتیجه ممکن است از ایده «بخش‌ها» در IFS سوءاستفاده کنند.